# 鎌倉郡
鎌倉郡（日语：／ Kamakura gun */?）是日本神奈川縣辖下的一个郡，已於1948年6月11日因沒有市町村而廢除郡建置。

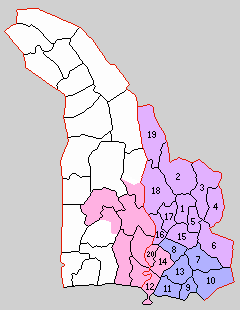
1.戶塚町 2.中川村 3.川上村 4.永野村 5.豐田村 6.本鄉村 7.小坂村 8.玉繩村 9.西鎌倉村 10.東鎌倉村 11.腰越津村 12.川口村 13.深澤村 14.村岡村 15.長尾村 16.俁野村 17.富士見村 18.中和田村 19.瀨谷村 20.藤澤大富町（藍：鎌倉市 紫：橫濱市 紅：藤澤市）

## 相關項目
- 日本已不存在的郡列表